# Horgau

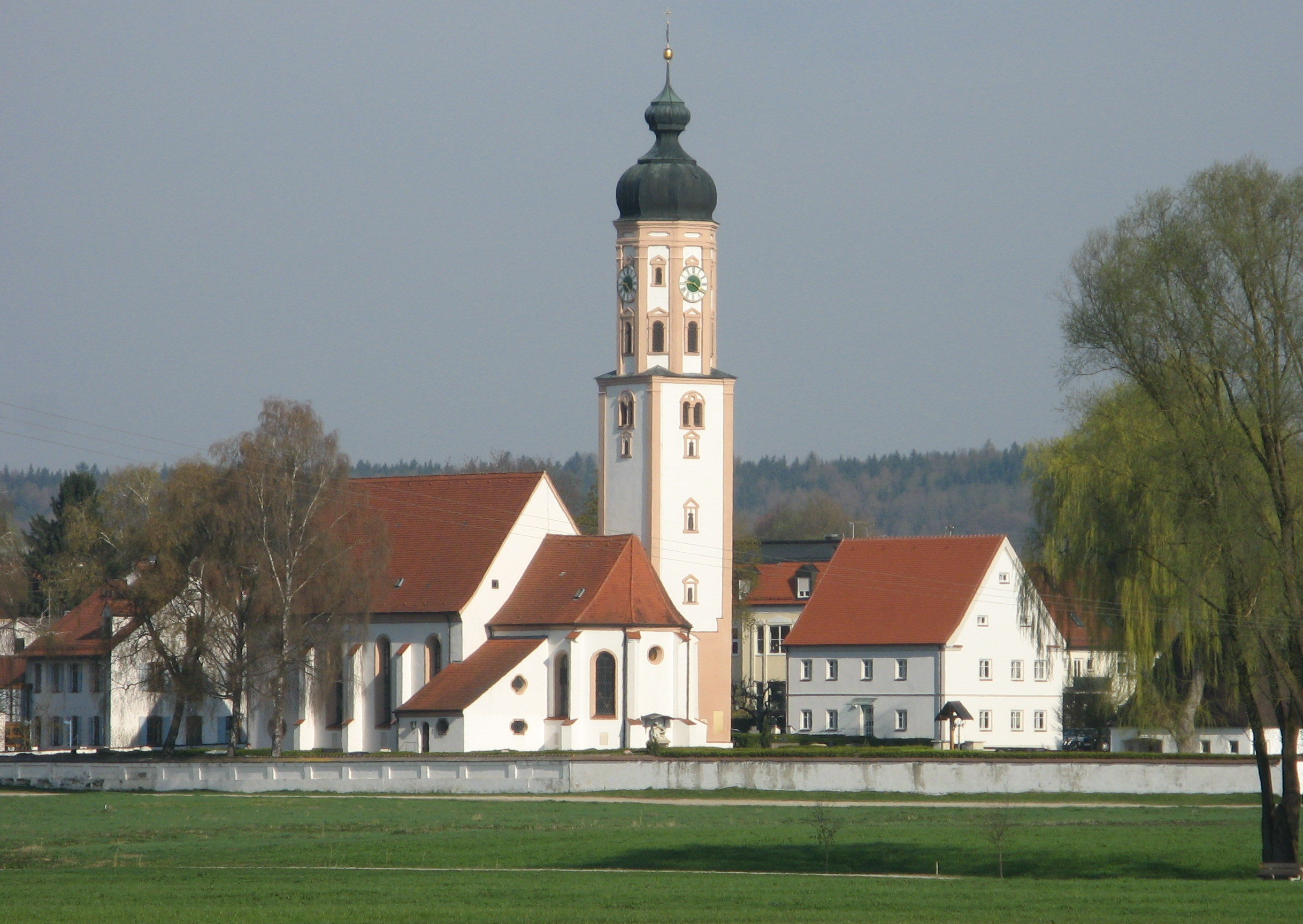

Horgau é um município no distrito de Augsburgo na Baviera, Alemanha.